# Conus bayani
Conus bayani е вид охлюв от семейство Conidae. Видът не е застрашен от изчезване.

## Разпространение и местообитание
Разпространен е в Джибути, Еритрея, Йемен, Индия (Керала и Тамил Наду), Мадагаскар, Оман, Саудитска Арабия, Сомалия и Шри Ланка.
Обитава пясъчните дъна на океани и морета.